# Stichting Hondekop
 (août 2023).
 (août 2023).

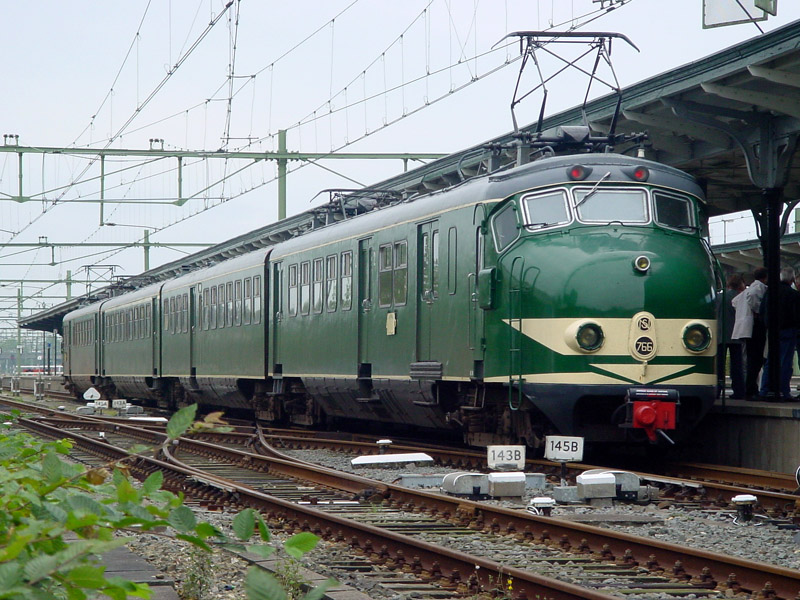
L'automotrice n° 766.

La "Stichting Hondekop" (en français : Fondation Tête de Chien) a pour objectif de maintenir en état de marche le seul train (automotrice de quatre voitures) du type Mat'54 encore existant le «Hondekoppen».

## Histoire
Lors de la mise hors service des dernières rames automotrice Mat '54 en janvier 1996, la rame n°766 est reprise par la Nederlandse Spoorwegen (NS), ce qui la sauve de la démolition. Les deux seules autres rames complètes de type Mat '54 qui ont survécu aux Pays-Bas sont les rames de deux automotrice la n° 375 (Traffic Park Assen) et la n° 386 (exposée au Nederlands Spoorwegmuseum).
Il y a eu des trajets réguliers avec la n° 766 entre 1996 et 2009. Au cours de cette période, elle a roulé à la fois dans la couleur verte d'origine et dans des combinaisons de couleurs jaune/gris qui est courante depuis les années 1970. Depuis lors, la rame est hors service à Amersfoort pour une révision. Avec notamment une restauration cosmétique L'ensemble de l'automotrice retrouve sa couleur verte d'origine. L'avancement de cette maintenance poussée peut être suivi sur la page Facebook dédiées ou sur le site web de la "Fondation Hondekop". La révision a été achevée à la mi-mars 2016, divers essais (en ligne) ont été effectués avec de bons résultats. En juin de cette même année, l'automotrice pouvait être considéré comme apte à circuler à nouveau.
Le 2 juillet 2016, ce fut la première circulation pour les donateurs en six ans. Depuis lors, l'automotrice est opérationnelle pour faire des voyages spéciaux pour les donateurs et peut également être utilisé pour des circulations spéciale pour les particuliers et les entreprises. La rame est enregistrée comme patrimoine industriel (en mouvement) dans le registre des monuments ferroviaires avec un statut A (ce qui signifie qu'elle est considérée comme un représentant unique d'un type d'engin ferroviaire représentatif des Pays-Bas).

## La rame "Benelux"
Un exemplaire des rames Mat '57 Benelux, la rame belge n° 220.902, a été conservé (en mauvais état) à Louvain (Belgique). Cette rame n'est pas opérationnelle et extérieurement dans un état plus ou moins raisonnable. En juillet 2015, la "Stichting Mat '54 Hondekop-Vier" a repris cette rame à la SNCB. L'automotrice est revenu aux Pays-Bas le 14 juillet 2017. Arrivée à Roosendaal, sa rénovation a pu commencer. L'intention est de la remettre en état de marche pour faire des voyages avec le Hondekop n° 766 qui lui est déjà révisé ,
Cette rame est enregistrée comme patrimoine industriel (en mouvement) dans le registre des monuments ferroviaires avec un statut A (ce qui signifie qu'elle est considérée comme un représentant unique d'un type d’engin ferroviaire représentatif des Pays-Bas).

## La collection
La liste suivante n'est pas exhaustive et devra être complétée ou actualisée au fil du temps (dernière actualisation en janvier 2024) :

### Automotrices électriques
| Photo | Matricule     | Constructeur et date        | État actuel                                       | Origine et informations techniques |
| ----- | ------------- | --------------------------- | ------------------------------------------------- | --- |
|       | NS no 220.902 | Werkspoor (Amsterdam), 1957 | Hors service (en cours de restauration complète). | - Cette automotrice était "sauvegardée" (à l'état d'épave) dans un abri-musée en Belgique du côté de Louvain. Transférée par le rail le 14 juillet 2017. - Ex- AM dite "BENELUX". - Bi-tension : 1.500/3.000kv. - Automotrice composée de 2 éléments. - Disposition des essieux : Bo'2' + Bo'2'. - 50 m, 132 t, vitesse maximum : 130 km/h (1000 ch). - 135 places assises au total (27 en 1re et 108 en 2e classe). - Mise hors service en 1987. - Préservée depuis 1989 par la SNCB. |
|       | NS no 766     | Werkspoor (Utrecht), 1960   | Opérationnelle                                    | - Cette automotrice est la dernière du type Mat'54. - Ex-NS. - 97 m, 213 t, vitesse maximum : 140 km/h. - Elle est équipée du système de sécurité moderne ATB-E. |